# 小川久範
小川 久範（おがわ ひさのり、1984年5月22日 - ）は、福岡県福岡市早良区出身の元サッカー選手。ポジションはディフェンダー。現在は福岡の少年サッカースクール、フクオカーナ アカデミー、ジュニアユースのコーチ。

## 来歴
小学校時代からサッカーを始め、脇山FC時代にはCMFとしてキャプテンを務めた。
中学在籍時にアビスパ福岡のジュニアユースにスカウトされ、高校時代もユースに所属。ユース時代から状況判断に優れており、DF最終ラインのポジショニングの指示と相手攻撃陣へのマークが的確と評判であった。U-15を皮切りにU-16、U-17と日本代表に選ばれる。2001年FIFA U-17世界選手権トリニダード・トバゴ大会に出場し活躍した。
しかし、トップチームに昇格したものの出場機会を得られず2004年末に戦力外通告を受け退団。
翌年、吉備国際大学へ入学。サッカー部で選手兼学生コーチとして指導者を目指した。
2008年8月、アビスパ福岡ホームタウン推進グループの実習に参加。
2009年は、福岡J・アンクラスのサテライトチーム監督、翌年よりコーチを務めた。
2010年-2015年は、カミーリア筑紫野U15監督を務めた
2016年からは、福岡の少年サッカースクール、フクオカーナ アカデミー/ジュニアユースのコーチを務めている。

## 所属クラブ
- 福岡市立脇山小学校
- アビスパ福岡U-15 (福岡市立早良中学校)
- 2000年-2002年 アビスパ福岡U-18
- 2003年-2004年 アビスパ福岡
- 吉備国際大学

## 個人成績
| 国内大会個人成績 | 国内大会個人成績 | 国内大会個人成績 | 国内大会個人成績 | 国内大会個人成績 | 国内大会個人成績 | 国内大会個人成績 | 国内大会個人成績 | 国内大会個人成績 | 国内大会個人成績 | 国内大会個人成績 | 国内大会個人成績 |
| 年度             | クラブ           | 背番号           | リーグ           | リーグ戦         | リーグ戦         | リーグ杯         | リーグ杯         | オープン杯       | オープン杯       | 期間通算         | 期間通算         |
| 年度             | クラブ           | 背番号           | リーグ           | 出場             | 得点             | 出場             | 得点             | 出場             | 得点             | 出場             | 得点             |
| 日本             | 日本             | 日本             | 日本             | リーグ戦         | リーグ戦         | リーグ杯         | リーグ杯         | 天皇杯           | 天皇杯           | 期間通算         | 期間通算         |
| ---------------- | ---------------- | ---------------- | ---------------- | ---------------- | ---------------- | ---------------- | ---------------- | ---------------- | ---------------- | ---------------- | ---------------- |
| 2003             | 福岡             | 28               | J2               | 0                | 0                | -                | -                | 0                | 0                | 0                | 0                |
| 2004             | 福岡             | 27               | J2               | 0                | 0                | -                | -                | 0                | 0                | 0                | 0                |
| 通算             | 日本             | 日本             | J2               | 0                | 0                | -                | -                | 0                | 0                | 0                | 0                |
| 総通算           | 総通算           | 総通算           | 総通算           | 0                | 0                | -                | -                | 0                | 0                | 0                | 0                |

## 代表歴
- U-16、U-17日本代表
  - 2000年AFC U-17選手権
  - 2001年FIFA U-17世界選手権